# Eerste nationale herenhandbal 2001/02
De eerste nationale 2001/02 was het 45e seizoen in de hoogste herendivisie in het Belgische handbal.

## Teams
| Ploeg                 | Plaats        | Provincie       |
| --------------------- | ------------- | --------------- |
| Ajax Lebbeke          | Lebbeke       | Oost-Vlaanderen |
| HC Eynatten           | Eynatten      | Luik            |
| Initia HC Hasselt     | Hasselt       | Limburg         |
| HC Herstal/Ans        | Herstal - Ans | Luik            |
| Sporting Neerpelt     | Neerpelt      | Limburg         |
| OLSE Merksem          | Merksem       | Antwerpen       |
| KV Sasja HC           | Hoboken       | Antwerpen       |
| HC Elckerlyc Tongeren | Tongeren      | Limburg         |
| Union Beynoise        | Beyne-Heusay  | Luik            |
| HC Visé BM            | Wezet         | Luik            |

## Reguliere competitie
| Pos | Club                  | Wed | W  | G | V  | Ptn | DT  | DV  | +/−  | Opmerking                |
| --- | --------------------- | --- | -- | - | -- | --- | --- | --- | ---- | ------------------------ |
| 1   | HC Eynatten           | 18  | 16 | 1 | 1  | 33  | 506 | 395 | 111  | Geplaatst voor play-offs |
| 2   | Sporting Neerpelt     | 18  | 14 | 0 | 4  | 28  | 497 | 436 | 61   | Geplaatst voor play-offs |
| 3   | HC Herstal/Ans        | 18  | 13 | 1 | 4  | 27  | 462 | 410 | 52   | Geplaatst voor play-offs |
| 4   | Union Beynoise        | 18  | 11 | 0 | 7  | 22  | 440 | 391 | 49   | Geplaatst voor play-offs |
| 5   | HC Elckerlyc Tongeren | 18  | 10 | 0 | 7  | 20  | 437 | 428 | 9    | Geplaatst voor play-offs |
| 6   | KV Sasja HC           | 18  | 8  | 2 | 8  | 18  | 465 | 469 | -4   | Geplaatst voor play-offs |
| 7   | Initia HC Hasselt     | 18  | 5  | 2 | 11 | 12  | 424 | 433 | -9   | Geplaatst voor play-down |
| 8   | HC Visé BM            | 18  | 5  | 1 | 12 | 11  | 364 | 429 | -65  | Geplaatst voor play-down |
| 9   | OLSE Merksem          | 18  | 3  | 1 | 14 | 7   | 414 | 492 | -78  | Geplaatst voor play-down |
| 10  | Ajax Lebbeke          | 18  | 1  | 0 | 17 | 2   | 337 | 463 | -126 | Geplaatst voor play-down |

## Nacompetitie

### Play-down
| Pos | Club              | Wed | W | G | V | Ptn | DT  | DV  | +/− | BP | Opmerking                           |
| --- | ----------------- | --- | - | - | - | --- | --- | --- | --- | -- | ----------------------------------- |
| 1   | Initia HC Hasselt | 6   | 3 | 1 | 2 | 11  | 151 | 126 | 25  | +4 |                                     |
| 2   | OLSE Merksem      | 6   | 3 | 0 | 3 | 8   | 129 | 147 | -18 | +2 |                                     |
| 3   | HC Visé BM        | 6   | 2 | 1 | 3 | 8   | 128 | 119 | 9   | +3 |                                     |
| 4   | Ajax Lebbeke      | 6   | 2 | 2 | 2 | 7   | 113 | 129 | -16 | +1 | Degradeert naar de tweede nationale |

### Play-offs

#### Groep A
| Pos | Club                  | Wed | W | G | V | Ptn | DV  | DT  | +/− | BP | Opmerking                       |
| --- | --------------------- | --- | - | - | - | --- | --- | --- | --- | -- | ------------------------------- |
| 1   | Sporting Neerpelt     | 4   | 4 | 0 | 0 | 11  | 119 | 98  | 21  | +3 | Geplaatst voor de Best of Three |
| 2   | Union Beynoise        | 4   | 2 | 0 | 2 | 6   | 100 | 99  | 1   | +2 |                                 |
| 3   | HC Elckerlyc Tongeren | 4   | 0 | 0 | 4 | 1   | 85  | 107 | -22 | +1 |                                 |

#### Groep B
| Pos | Club           | Wed | W | G | V | Ptn | DV  | DT  | +/− | BP | Opmerking                       |
| --- | -------------- | --- | - | - | - | --- | --- | --- | --- | -- | ------------------------------- |
| 1   | HC Eynatten    | 4   | 3 | 0 | 1 | 9   | 112 | 101 | 11  | +3 | Geplaatst voor de Best of Three |
| 2   | HC Herstal/Ans | 4   | 3 | 0 | 1 | 8   | 110 | 99  | 11  | +2 |                                 |
| 3   | KV Sasja HC    | 4   | 0 | 0 | 4 | 1   | 113 | 129 | -16 | +1 |                                 |

### Rangschikking wedstrijden

#### 5e en 6e plaats
| HC Elckerlyc Tongeren | 26 - 25 | KV Sasja HC |

#### 3e en 4e plaats
| HC Herstal/Ans | 17 - 20 | Union Beynoise |

### Best of Three
|  | Sporting Neerpelt | 22 - 25 | HC Eynatten | Dommelhof, Neerpelt |
|  |                   |         |             | Dommelhof, Neerpelt |
|  |                   |         |             | Dommelhof, Neerpelt |

|  | HC Eynatten | 23 - 21 | Sporting Neerpelt | Sporthalle Eynatten, Eynatten |
|  |             |         |                   | Sporthalle Eynatten, Eynatten |
|  |             |         |                   | Sporthalle Eynatten, Eynatten |

|             |
| HC EYNATTEN |
| 3de titel   |

1957/58 · 1958/59 · 1959/60 · 1960/61 · 1961/62 · 1962/63 · 1963/64 · 1964/65 · 1965/66 · 1966/67 · 1967/68 · 1968/69 · 1969/70 · 1970/71 · 1971/72 · 1972/73 · 1973/74 · 1974/75 · 1975/76 · 1976/77 · 1977/78 · 1978/79 · 1979/80 · 1980/81 · 1981/82 · 1982/83 · 1983/84 · 1984/85 · 1985/86 · 1986/87 · 1987/88 · 1988/89 · 1989/90 · 1990/91 · 1991/92 · 1992/93 · 1993/94 · 1994/95 · 1995/96 · 1996/97 · 1997/98 · 1998/99 · 1999/00 · 2000/01 · 2001/02 · 2002/03 · 2003/04 · 2004/05 · 2005/06 · 2006/07 · 2007/08 · 2008/09 · 2009/10 · 2010/11 · 2011/12 · 2012/13 · 2013/14 · 2014/15 · 2015/16 · 2016/17 · 2017/18 · 2018/19 · 2019/20 · 2020/21 · 2021/22 · 2022/23 · 2023/24 · 2024/25 ·